# Bocchoris clytialis
Bocchoris clytialis là một loài bướm đêm trong họ Crambidae.